# Тапачула (муниципалитет)
Тапачула (исп. Tapachula) — муниципалитет в Мексике, штат Чьяпас, с административным центром в городе Тапачула-де-Кордова-и-Ордоньес. Численность населения, по данным переписи 2020 года, составила 353 706 человек.

## Общие сведения
Название Tapachula с языка науатль можно перевести как «место между во́дами».
Площадь муниципалитета равна 980,1 км², что составляет 1,3 % от площади штата, а наиболее высоко расположенное поселение Лас-Флорес-Нуэво-Миленьо, находится на высоте 2597 метров.
Он граничит с другими муниципалитетами Чьяпаса: на севере с Мотосинтлой, на востоке с Какаоатаном, Тустла-Чико и Фронтера-Идальго, на юго-востоке с Сучьяте, на западе с Масатаном, Уэуэтаном и Тусантаном, на северо-востоке проходит государственная граница с Гватемалой, а на юго-западе омывается водами Тихого океана.

## Учреждение и состав
Муниципалитет был образован в 1915 году, по данным 2020 года в его состав входит 526 населённых пунктов, самые крупные из которых:
| Код INEGI                  | Населённый пункт | Численность населения (2005 год) | Численность населения (2010 год) | Численность населения (2020 год) |
| -------------------------- | --- | -------------------------------- | -------------------------------- | -------------------------------- |
| 089                        | Всего | 282420                           | 320451                           | 353706                           |
| 0001                       | Тапачула-де-Кордова-и-Ордоньес (исп. Tapachula de Córdova y Ordóñez) 14°54′40″ с. ш. 92°15′52″ з. д. (административный центр) | 189991                           | 202672                           | 217550                           |
| 0148                       | Пуэрто-Мадеро (Сан-Бенито) (исп. Puerto Madero (San Benito)) 14°43′14″ с. ш. 92°25′30″ з. д.                                  | 8283                             | 9557                             | 9602                             |
| 0046                       | Альваро-Обрегон (исп. Álvaro Obregón) 14°55′13″ с. ш. 92°22′41″ з. д.                                                         | 4654                             | 5717                             | 6868                             |
| 0991                       | Вида-Мехор-1 (исп. Vida Mejor I) 14°52′14″ с. ш. 92°18′28″ з. д.                                                              | 16                               | 6460                             | 6758                             |
| 0150                       | Раймундо-Энрикес (исп. Raymundo Enríquez) 14°52′00″ с. ш. 92°18′50″ з. д.                                                     | 2365                             | 3049                             | 4576                             |
| 1025                       | Лос-Кафеталес (исп. Los Cafetales) 14°52′09″ с. ш. 92°18′11″ з. д.                                                            | 365                              | 3054                             | 3240                             |
| 0057                       | Каррильо-Пуэрто (исп. Carrillo Puerto) 15°00′39″ с. ш. 92°11′43″ з. д.                                                        | 2254                             | 2676                             | 2974                             |
| 0749                       | Вейнте-де-Новьембре (исп. Veinte de Noviembre) 14°58′38″ с. ш. 92°15′55″ з. д.                                                | 1882                             | 2184                             | 2633                             |
| —                          | Прочие | 72610                            | 85082                            | 99505                            |
| Названия на карте Генштаба | |                                  |                                  |                                  |

## Экономическая деятельность
По статистическим данным 2000 года, работоспособное население занято по секторам экономики в следующих пропорциях:
- сельское хозяйство и животноводство — 18 %;
- промышленность и строительство — 16,5 %;
- торговля, сферы услуг и туризма — 62,7 %;
- безработные — 2,8 %.

В июле 2013 года начато восстановление плантаций какао, планируется высадить около 100 тысяч деревьев, устойчивых к кандидозу.

## Инфраструктура
В муниципалитете расположен Международный аэропорт Тапачула.
По статистическим данным 2020 года, инфраструктура развита следующим образом:
- электрификация: 98,3 %;
- водоснабжение: 75,9 %;
- водоотведение: 97,5 %.

## Туризм
Для нужд туристов в муниципалитете работает около 80 отелей, множество пляжей, а также археологический музей Соконуско.